# Entelecara italica
Entelecara italica är en spindelart som beskrevs av Thaler 1984. Entelecara italica ingår i släktet Entelecara och familjen täckvävarspindlar.
Artens utbredningsområde är Italien. Inga underarter finns listade i Catalogue of Life.